# Rue Chénier
La rue Chénier est une voie du 2e arrondissement de Paris, en France.

## Situation et accès
La rue Chénier est une voie publique située dans le 2e arrondissement de Paris. Elle débute au 23-27, rue Sainte-Foy et se termine au 94, rue de Cléry.

## Origine du nom
Cette voie rend hommage au poète André Chénier qui avait habité à proximité, au 97, rue de Cléry.

## Historique
Anciennement « rue Sainte-Anne » en 1660, puis « rue Saint-Claude » en 1670, cette voie prit le nom de « rue Chénier » en 1864.

## Bâtiments remarquables et lieux de mémoire
- On aperçoit encore de nos jours les vieilles inscriptions du nom de la « rue Saint-Claude » qui ont été martelées à la Révolution (suppression des noms de saints).

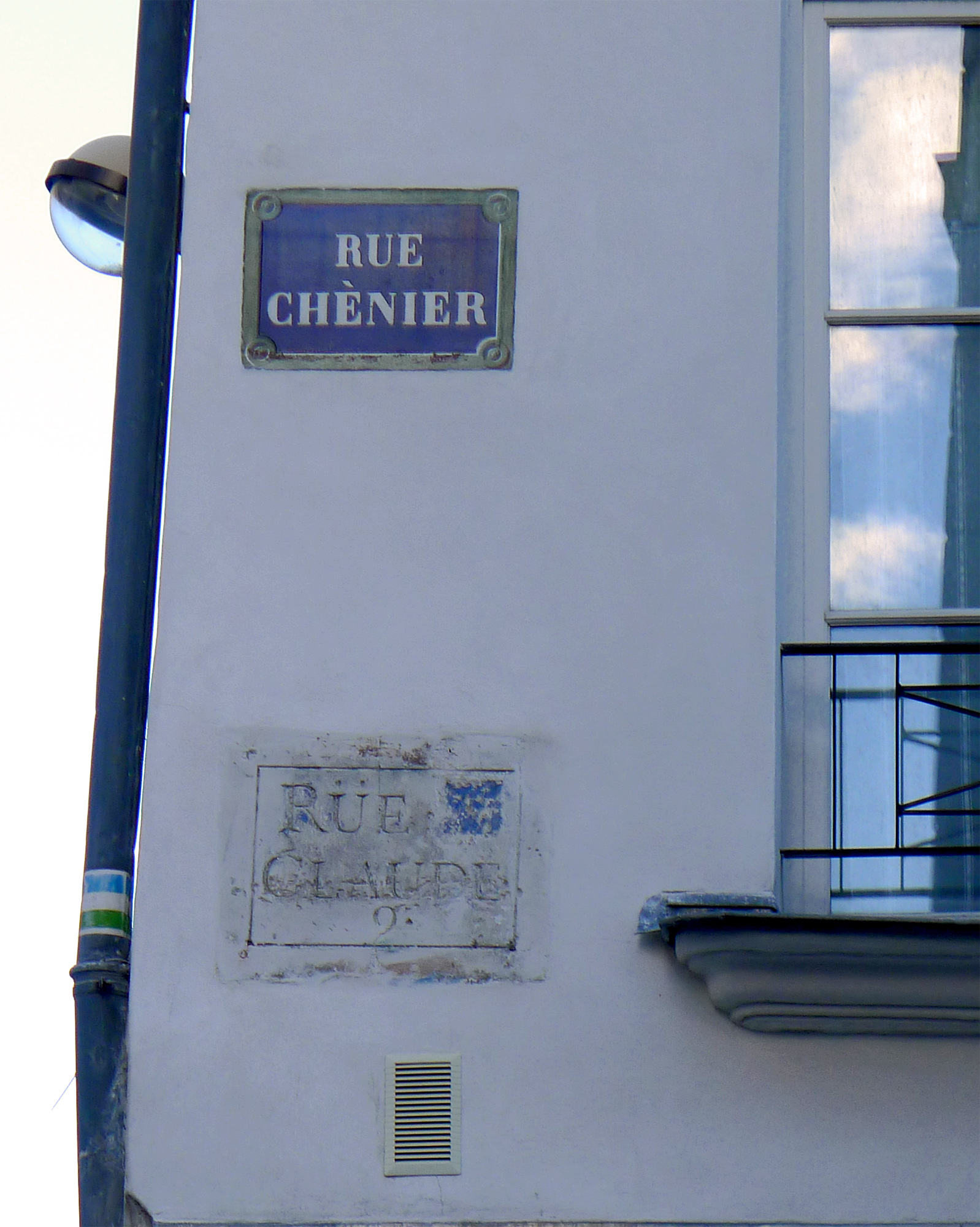
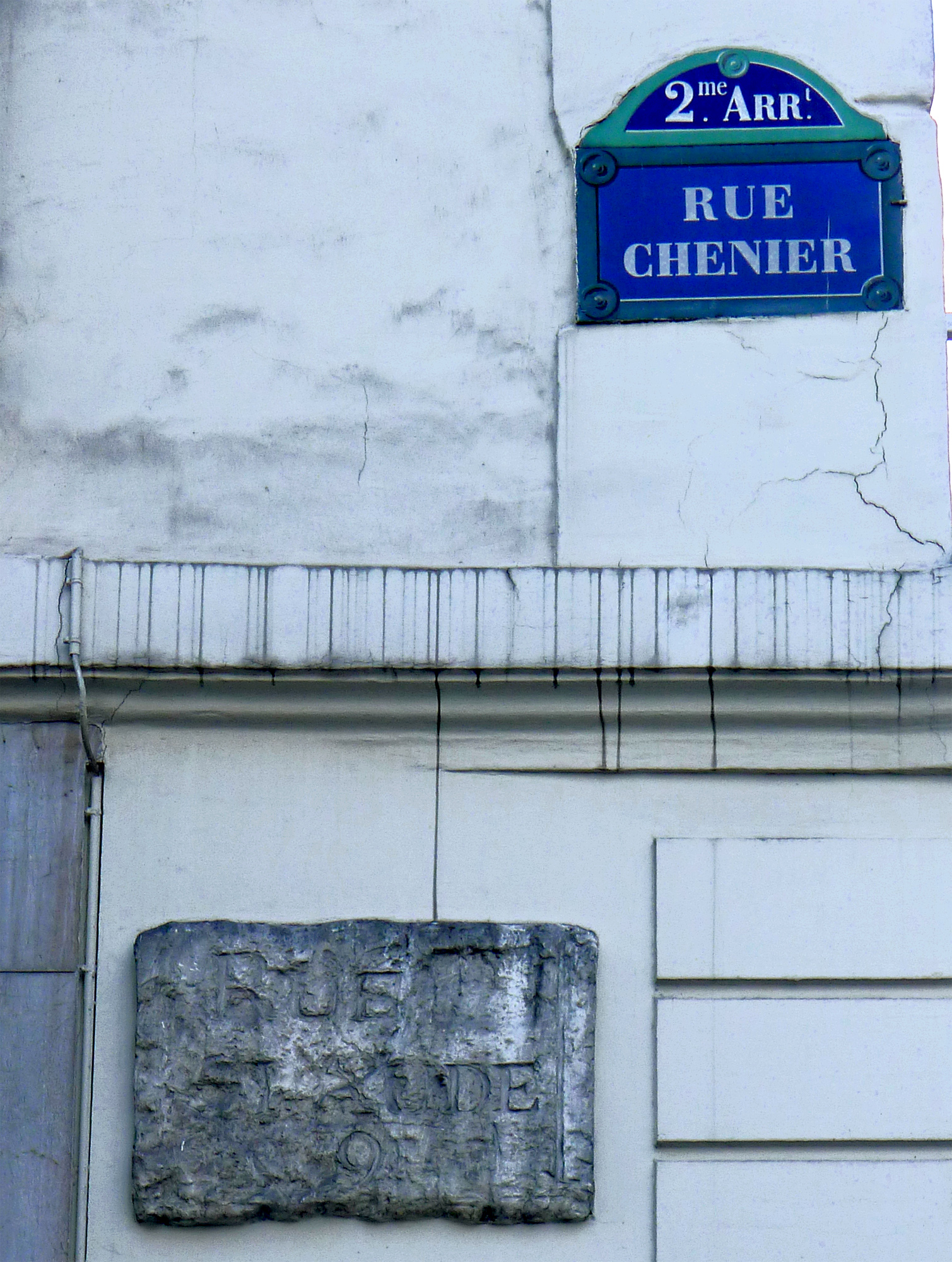

## Pour approfondir